# 이석정선생생가
이석정 선생 생가(李石亭 先生 生家)는 전북특별자치도 김제시 백산면 상정리에 있는 건축물이다. 1974년 9월 27일 전북특별자치도의 기념물 제21호로 지정되었다.

## 개요
조선 후기 실학의 대가인 석정 이정직(1842∼1910)의 생가이다.
사학과 실학, 서화에 통달한 석정은 28세 때 중국에 가는 사신을 수행하여 중국에 머물면서 동서양의 학문을 두루 섭렵하였다. 그 뒤 이들을 종합하여 그의 학문과 사상을 집대성한 『연석산방미정고』라는 유고를 남겼다.
가옥은 우리나라 전형적인 농가의 모습으로 20cm의 축대 위에 초가로 세웠으며, 120년 전에 지었다.

## 같이 보기
- 이석정

## 참고 자료
- 이석정선생생가 - 국가유산청 국가유산포털